# MICHAEL
Il portale MICHAEL (Multilingual Inventory of Cultural Heritage in Europe) è un servizio on-line che promuove il patrimonio culturale europeo presso il pubblico di tutto il mondo. MICHAEL fornisce informazioni sui contenuti digitali e digitalizzati di musei, biblioteche, archivi e sulle istituzioni culturali e scientifiche dei diversi Paesi europei.

## Contenuti
MICHAEL consente di reperire informazioni in modalità multilingue su contenuti culturali digitalizzati, quali immagini, modelli 3D, siti archeologici, edifici, pitture, sculture ecc. attraverso la descrizione delle istituzioni che le producono o che le gestiscono, dei servizi e dei prodotti che le rendono disponibili, dei progetti nel contesto dei quali vengono create e delle collezioni fisiche eventualmente digitalizzate nell'ambito di tali progetti. La ricerca si può restringere a un singolo Paese, estendere a più Paesi o a tutti i siti collegati a MICHAEL. Individuati i risultati della propria ricerca MICHAEL indirizza verso i servizi on-line e off-line che vi danno accesso.

## MICHAEL e i portali nazionali
Ciascun Paese coinvolto nel progetto sta provvedendo alla realizzazione di un proprio portale MICHAEL nazionale. Il portale europeo riunisce i database delle singole istanze nazionali. Attualmente, dei 18 Paesi partecipanti, sono disponibili sul portale europeo le istanze di Italia, Francia, Gran Bretagna, Paesi Bassi, Grecia, Finlandia, Germania ed Estonia.

## In Italia
MICHAEL ha avviato in Italia un censimento sistematico delle collezioni digitali e digitalizzate rese disponibili al pubblico (in rete e off-line) da istituzioni culturali di ogni settore basandosi su standard internazionali ampiamente condivisi. Il Ministero per i beni e le attività culturali ha organizzato il censimento coinvolgendo tutti i propri istituti centrali e periferici, le Regioni italiane e 77 atenei, pubblici e privati, garantendo così la copertura capillare di tutto il territorio nazionale.

## Il progetto
Avviato il 1º giugno 2004 congiuntamente da Italia, Francia e Gran Bretagna è finanziato dal programma e TEN della Commissione europea sulla base di investimenti nazionali. Il 1º giugno 2006, con l'avvio di  MICHAEL plus, il progetto si è esteso ad altri 11 Paesi dell'Unione europea  (Repubblica Ceca, Estonia, Finlandia, Germania, Grecia, Ungheria, Malta, Paesi Bassi, Polonia, Spagna, Svezia) ed oggi, con l'adesione di Repubblica Slovacca, Bulgaria e Belgio si è raggiunto un totale di 18 nazioni coinvolte e 40 partner. Con la conclusione del progetto, 31 maggio 2008, si è data vita all'associazione internazionale senza fini di lucro (AISBL - Association internationale sans but lucratif) MICHAEL Culture per garantire la sostenibilità del progetto una volta esaurito il finanziamento europeo.